# پاجیک‌آباد

## جمعیت
این روستا در دهستان کلیشاد قرار دارد و براساس سرشماری مرکز آمار ایران در سال ۱۳۸۵، جمعیت آن 200نفر (50خانوار) بوده‌است.

## مکان های اداری
این روستا دارای یک بادجه پست بانک به کد 803 که طیق ساعات اداری کشور فعالیت میکند.

دارای مخابرات مستقل بوده که عموما بسته است و صرفا جهت  بررسی های فنی یا بر طرف کردن مشکلات احتمالی توسط اداره مخابرات استان اصفان باز میشود.

دهیاری روستا  عموما دو روز در هفته کاملا باز میباشد و  امور را پیگیری میکند و بقیه روزها به صورت پاره وقت فعالیت میکند.
شورای اسلامی روستا که شامل سه نفر میباشد ، به صورت پاره وقت فعالیت میکند. و دفتر آنان در دهیاری روستا میباشد.

## فعالیت اقتصادی
شغل بیشتر اهالی این روستا کشاورزی میباشد و محصولات انان بیشتر گندم، جو، یونجه، گلرنگ، کاهو بذری، چقندر و... میباشد

اما طی سال های اخیر و در پی تنش های ابی مردم به شغل های دیگر از جمله کامیونداری، رانندگی، کارگری و... روی اورده اند.

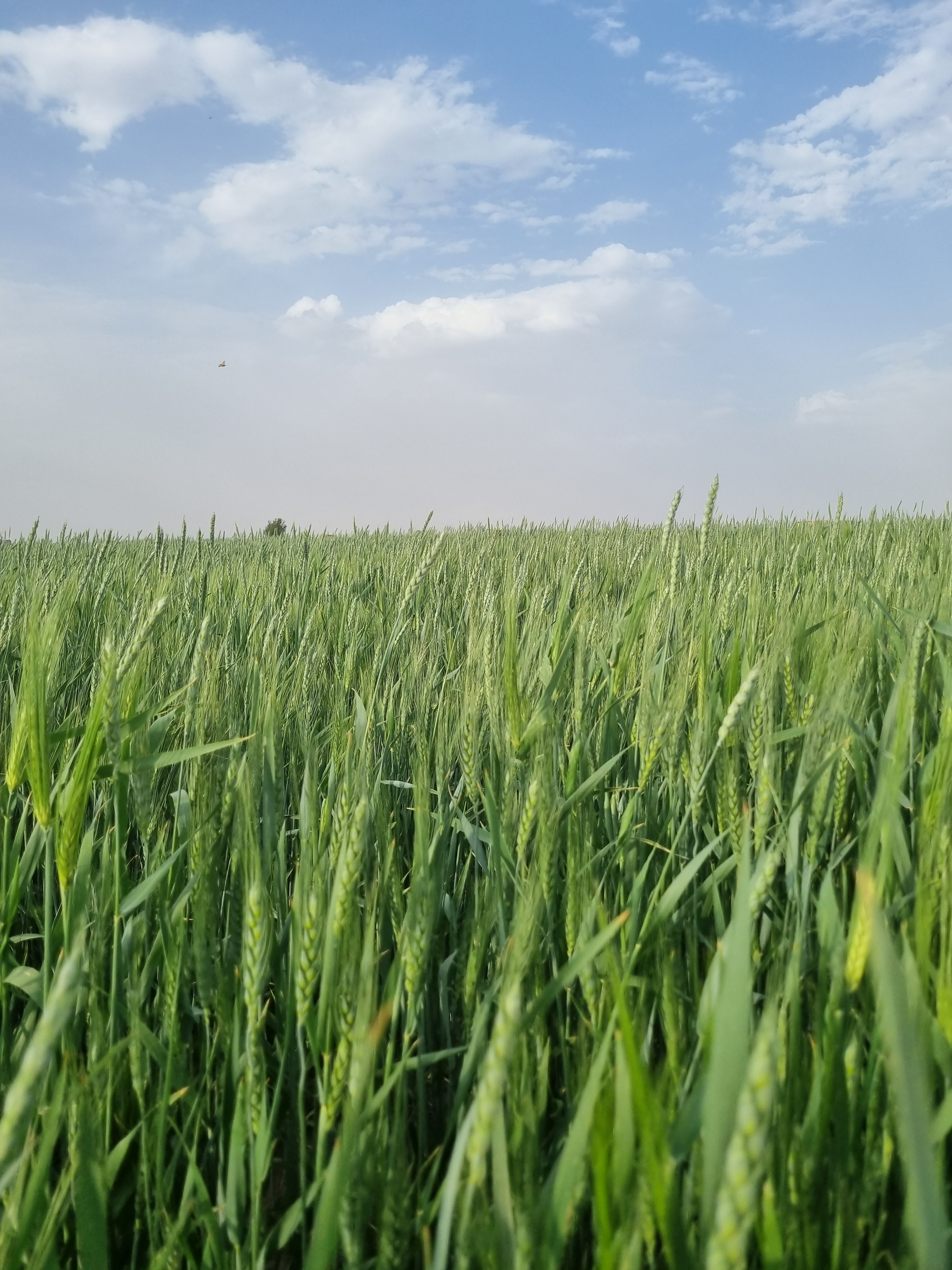

## مکان های مذهبی
این روستا دارای دو مسجد و دو حسینیه به نام های مسجد و حسینیه دو طفلان مسلم علیه السلام و مسجد و حسینیه امام حسین علیه السلام می باشد.
مسجد و حسینیه دوطفلان مسلم علیه السلام را مسجد قدیمی می گویند این مسجد اولین مسجدی است که در این روستا بنا شده است دقیقاً از تاریخ تاسیس آن چیزی در دسترس نیست اما آنچه که بزرگان روستا می گویند تاسیس بنای اولیه  آن باید به دوره قاجار و قبل ان  برگردد.
حدوداً سال های ۱۳۴۰ این مسجد توسط کدخدای روستا آقای شیرعلی منتظری گسترش یافت اما با توجه به ساخت مسجد امام حسین علیه السلام در سال ۱۳۷۷ کم کم این مسجد مورد کم لطفی قرار گرفت اما با توجه به معجزاتی که اهالی این روستا از مسجد دوطفلان دیده بودند در سال ۱۳۹۵ این مسجد به همت خیرین روستا  کاملاً بازسازی و گسترش یافت و هم اکنون مورد استفاده اهالی روستا می باشد. دیگر مسجد روستا یعنی مسجد امام حسین علیه السلام مسجدی است که اکثر فعالیت‌های اجتماعی فرهنگی و مذهبی و... در آن برگزار می‌شود و محل  و مقر اصلی هیئت متوسلین به آقا اباعبدالله الحسین روستای پاجیک آباد که برگزار کننده مراسمات مذهبی است، می باشد.

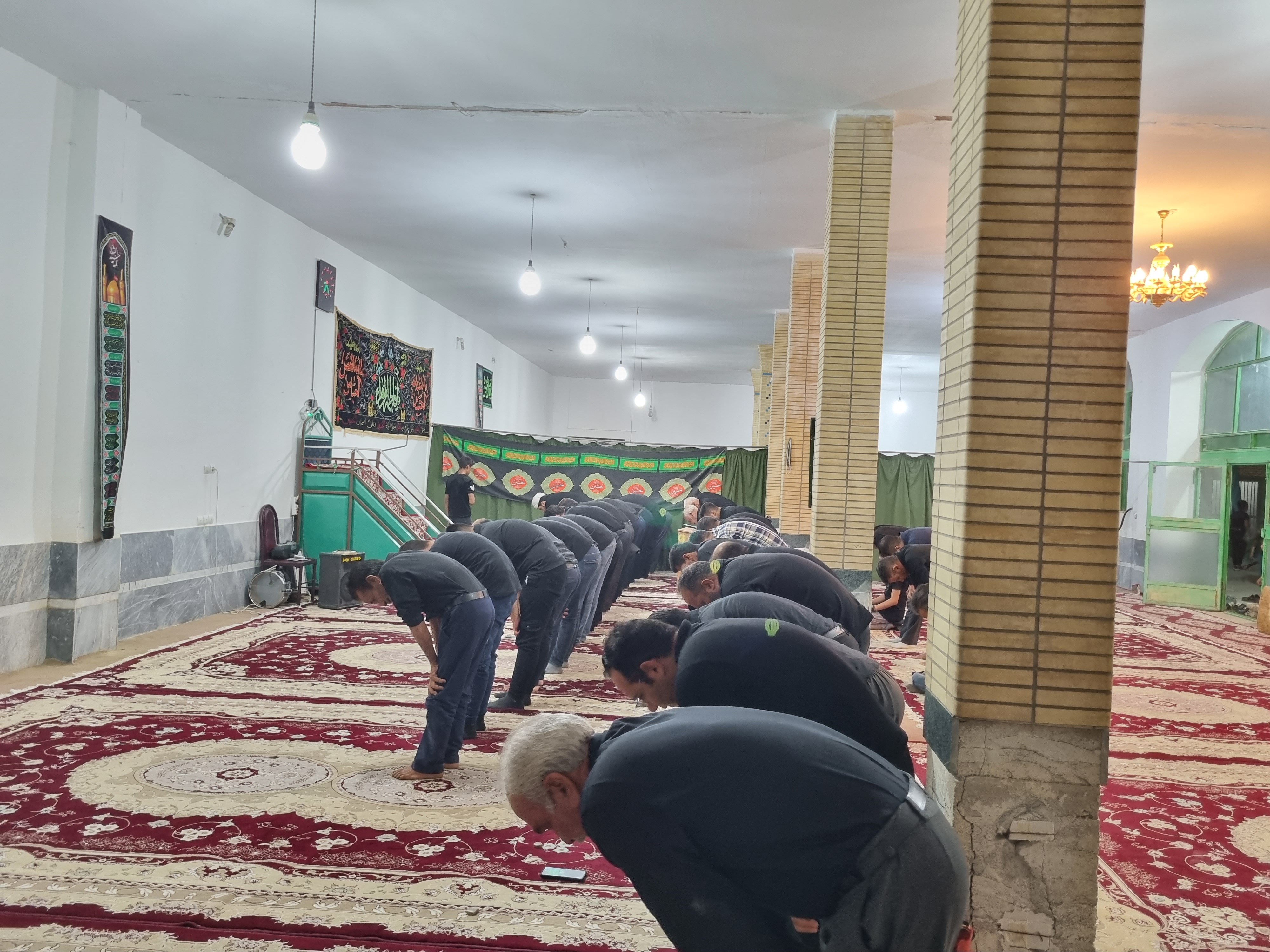
مسجد امام حسین عکس از علی غلامی

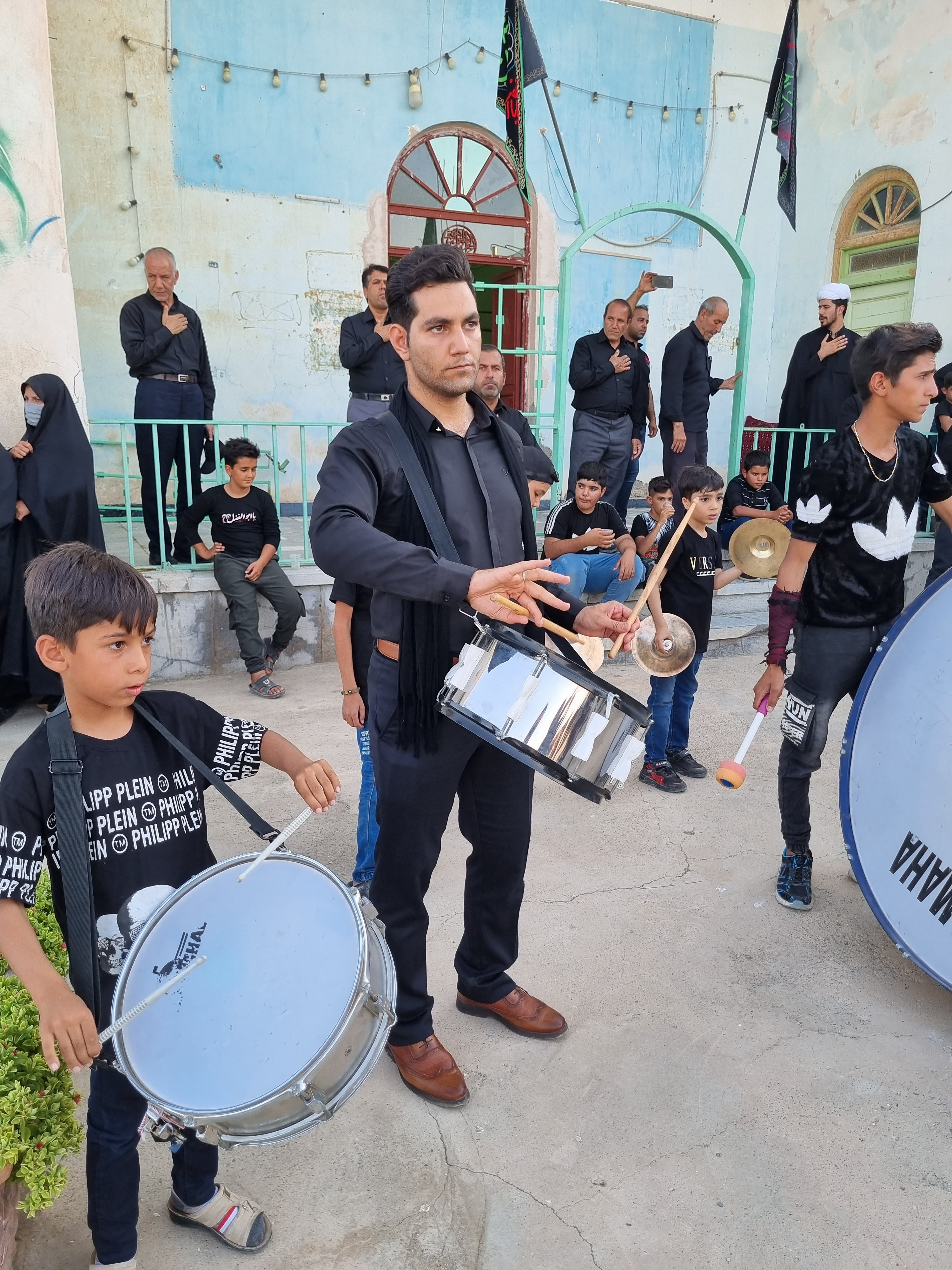
تاسوعا،امامزاده خویا-عکس از علی غلامی

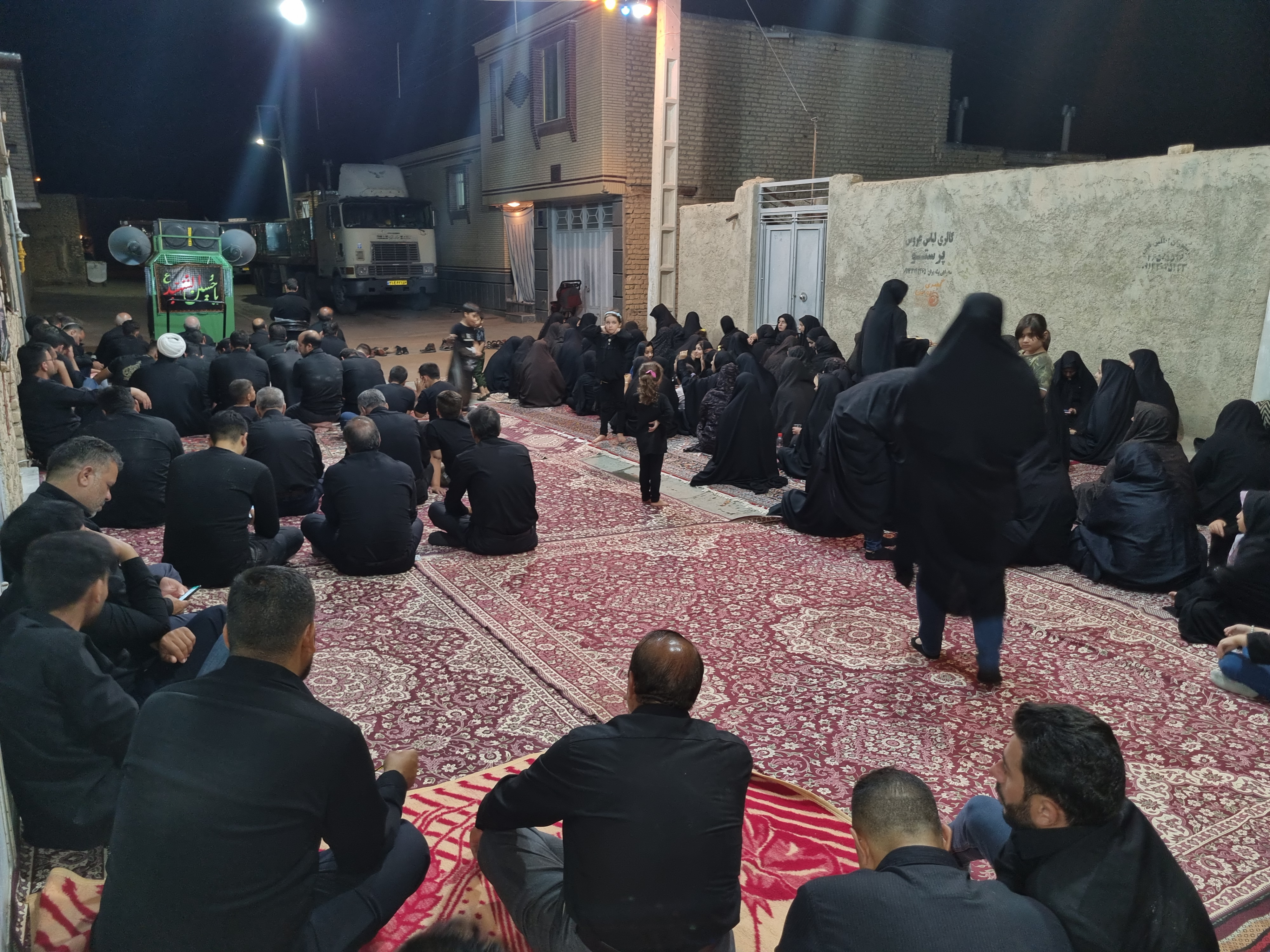
شام تاسوعا-عکس از علی غلامی

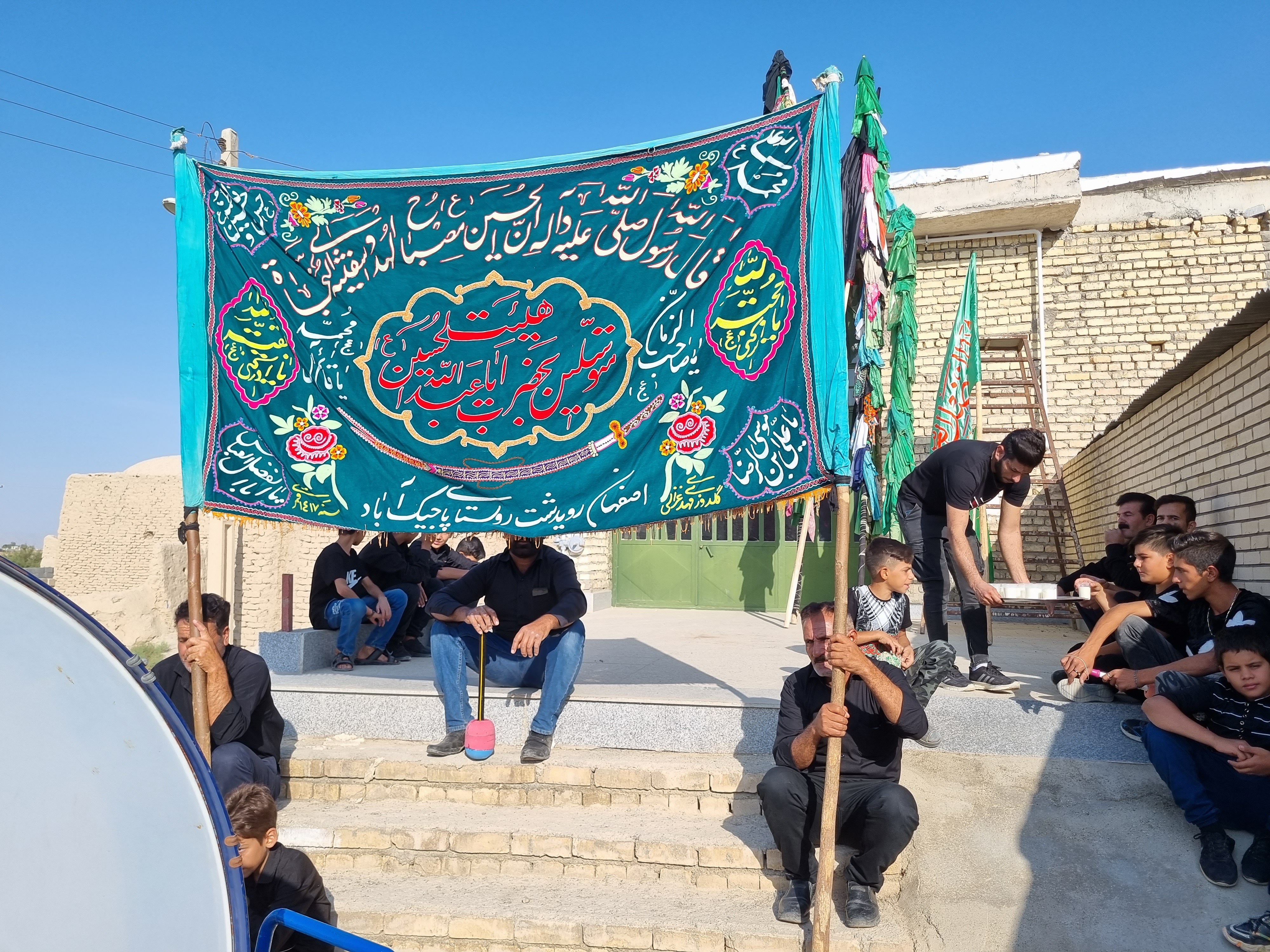
صحن مسجد دوطفلان-عاشورا عکس از علی غلامی

## مراسمات مذهبی
مراسمات مذهبی روستا بیشتر در ماه محرم و صفر برگزار میشود در روز تاسوعا هیئت متوسلین به آقا اباعبدالله الحسین علیه السلام روستای پاجیک آباد به دعوت هیئت امنا امامزاده سید محمد سنوچی و امامزاده ابراهیم خویا به این مکان های مقدس می روند.
نکته جالب نحوه عزاداری آنان می باشد هیئت میهمان وقتی که به آنجا رسید به هیئت میزبان سلام می‌دهد و هیئت میزبان نیز جواب سلام آنان را می دهد و بعد از آن هر دو هیئت ها ترکیب می شوند و با هم به عزاداری می پردازند
نحوه سلام دادن هیئت ها به هم اینگونه است که ابتدا هیئت میهمان با ذکر اشعاری سنتی از ائمه اطهار و سلام به آنان  و عزاداران امام حسین علیه السلام می گوید (سلام کردم و خواهم جواب با برکات به شاه کشور دین مرتضی علی صلوات)
سپس هیئت میزبان هم با ذکری از ائمه جواب سلام آنان را با اشعار سنتی   می دهد (مثلا: سلام و صد علیه السلام ای عزاداران شهید کربلا)
یا با اشعاری همچون (ای عزاداران شهید کربلا به بزم ما خوش آمدید ناگاه)
صبح روز عاشورا و همچنین ۲۸ صفر به مناسبت شهادت امام حسین علیه السلام و امام حسن علیه السلام و حضرت محمد صلی الله علیه و آله و سلم هیئت متوسلین به آقا ابا عبدالله  الحسین علیه السلام  به روستای شاتور  می روند آنان ابتداً به سنگ راس الحسین می روند و بعد از آن نیز به آستان مقدس امامزاده عبدالعزیز می روند  و حدودا تا ظهر عزاداری می‌کنند. 
تا قبل از سال ۱۴۰۰ در صبح عاشورا و ۲۸ صفر هیئت متوسلین به آقا ابا عبدالحسین علیه السلام روستای پاجیک آباد ابتداً میزبان هیئت های روستای قلعه ساربان، روستای کمندان و روستای سیریان بود و بعد از اینکه همه‌ی هئیات با همدیگر سلام می دادند با هم ترکیب می شدند و به روستای شاتور می رفتند اما از سال ۱۴۰۰ هر کدام به صورت مستقل به روستای شاتور می روند
یکی از مراسمات جالب آنان مراسم شام غریبان امام حسین علیه السلام است آنان در این شب تمامی سیستم های صوتی را کنار می‌گذارند و به صورت سینه زنان از مسجد امام حسین علیه السلام به سمت مسجد دو طفلان مسلم حرکت میکنند و اشعاری  را  در وصف این شب میخوانند  و بر سینه می زنند و عزاداری خود را ادامه می دهند  و در مسیر با نمایش گهواره حضرت علی اصغر  و  همچنین آتش زدن خیمه ها فضای خارق العاده ای را ایجاد می‌کنند   بعد از آن به سر دیگ سمنو می‌روند و در کنار دیگ سمنو نیز علاوه بر راز و نیایش با خداوند عزاداری می کنند. 

علاوه بر آنچه که در  بالا ذکر شد در ده شب اول ماه محرم و ده شب آخر ماه صفر و همچنین ایام شهادت مولای خوبان امام علی علیه السلام مراسمات سینه زنی و زنجیر زنی   در مسجد امام حسین علیه السلام برگزار می شود.

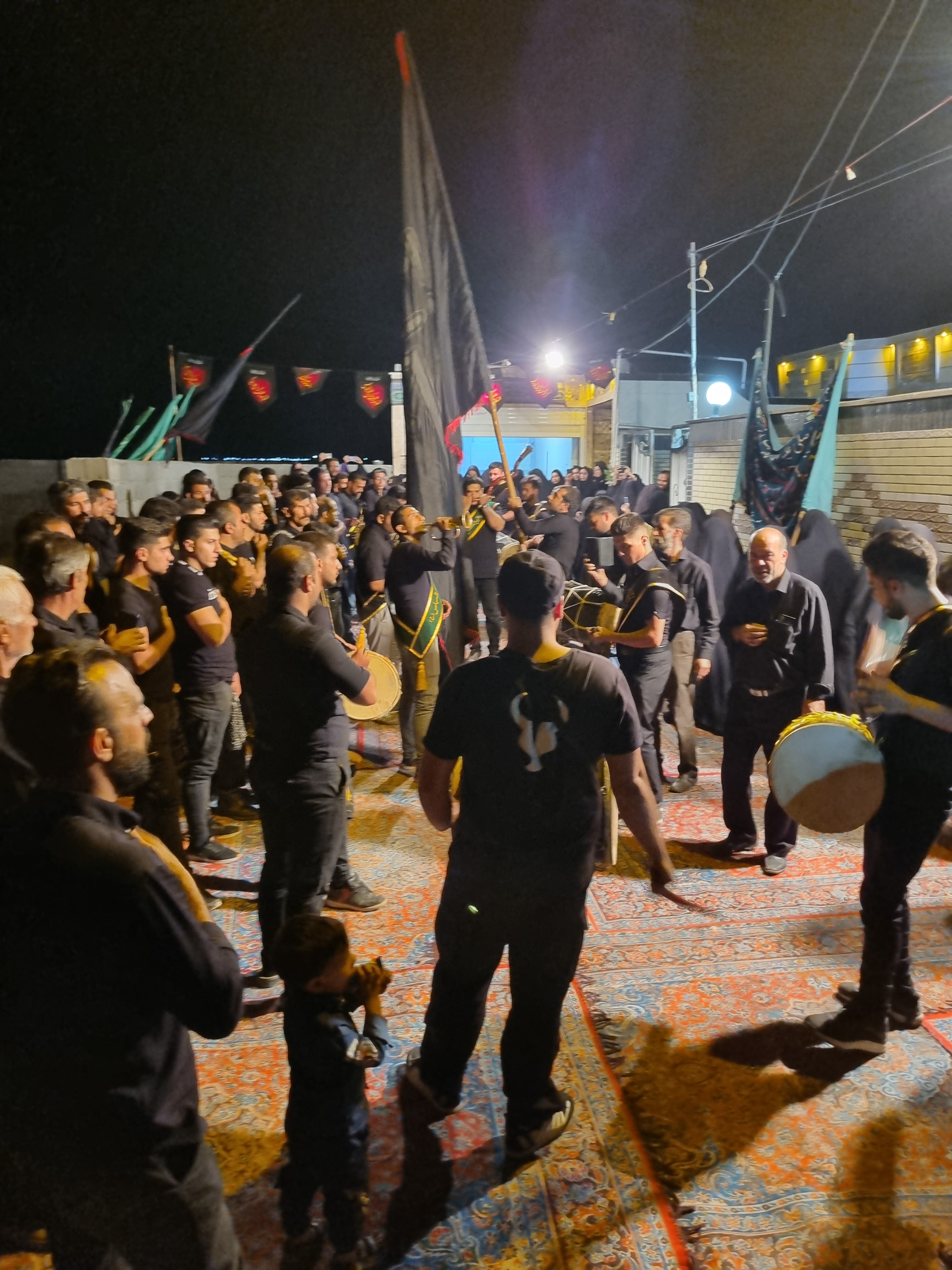
شام غریبان-عکس از علی غلامی

## مکان آموزشی
مکان آموزشی
این روستا فقط دارای یک مدرسه دبستان دوره اول و دوم به صورت مختلط میباشد که در سال ۱۳۵۷ تاسیس شده.

## مکان ورزشی
مکان ورزشی
این روستا دارای میدان فوتسال و فوتبال خاکی میباشد   که زمین آنان توسط اهالی محترم تامین شده است.

## دیگر اماکن
مزار این روستا نشان از قدمت این روستا  دارد 
در گودبرداری اطراف مزار این روستا  سنگ های مزار بسیار قدیمی که با زبان عربی و فارسی دری و ... حکاکی شده بود کشف شد که متاسفانه  مورد بی مهری قرار گرفت و اکثر آن ها مورد سرقت گرار گرفت و در حال حاضر فقط  چندتای آن ها که از ارزش کمتری برخوردار هستند  موجود میباشد از طرفی چون تا چند سال پیش تمام مردگان روستا های دیگر هم در این روستا تدفین می‌کردند نشان از قدمت این مزار و شاید راز های پنهان آن باشد.
در صحبت با یکی از اهالی یافتیم که آنطور که آن نشان می‌دهد و از پدران و مادران نقل می‌کند  حدود  ۱۵۰ سال پیش این مکان یک حسینیه بوده
(نقل خاطره:نه نه ام خدا بیامرزدتش میگف حتما منو پاجیک آباد خاکم کنی چون نه نه ام میگفت اینجا حسینه بوده و خیلی حرمت داره)